# Workout Stevie, Workout
Singles de Stevie Wonder
Fingertips
(1963) Castles in the Sand
(1964)
Workout Stevie, Workout, parfois typographié Work out Stevie Work Out, est un single du chanteur américain Stevie Wonder sorti en août 1963. 
Son succès mitigé conduit la Motown à ne pas produire l'album homonyme enregistré la même année, qui ne sera diffusé qu'en 2005 sur la compilation The Complete Stevie Wonder (en).

## Contexte
Durant l'été 1963, la popularité de Stevie Wonder, toujours connu sous le nom de scène 'Little Stevie Wonder', croît en raison du succès de Fingertips sorti en mai.    
Tamla décide de diffuser rapidement un nouveau single : dès le 13 septembre sort la chanson Workout Stevie, Workout, coécrite par Henry Cosby et Clarence Paul. Paul en est également le producteur et choisit le titre en référence au single Baby Workout (en) de Jackie Wilson sorti quelques mois plus tôt. La face B contient le morceau Monkey Talk, un instrumental né la même année lorsque Wonder travaillait avec Clarence Paul, Earl Van Dyke et Johnny Allen (en).    
Workout Stevie, Workout est publié sur plusieurs compilations de Wonder, parmi lesquelles Greatest Hits (1968) et Looking Back (1977).

## Formats
Le single sort en version single (45 tours) et maxi-single (33 tours) en France.
| 1. | Workout Stevie, Workout | Clarence Paul, Henry Cosby | 2:39 |
| 2. | Monkey Talk             | Clarence Paul              | 2:39 |

| 1. | Workout Stevie, Workout                                              | Clarence Paul, Henry Cosby | 2:39 |
| 2. | Monkey Talk                                                          | Clarence Paul              | 2:39 |
| 3. | I Call It Pretty Music (But Old People Call It The Blues) (Part. I)  | Clarence Paul, Berry Gordy | 2:50 |
| 4. | I Call It Pretty Music (But Old People Call It The Blues) (Part. II) | Clarence Paul, Berry Gordy | 2:27 |

## Classements
| Classement (1963)              | Meilleure position |
| ------------------------------ | ------------------ |
| États-Unis (Billboard Hot 100) | 33                 |
| Belgique (Ultratop Wallonie)   | Tip                |

## Album
Clarence Paul prévoit la sortie d'un album du même nom à la suite du single, co-produit avec William "Mickey" Stevenson. Mais le peu de succès rencontré par le 45 tours empêchera sa sortie. 

Ce n'est qu'en 2005 sur la compilation The Complete Stevie Wonder (en) diffusée via iTunes que l'album sera rendu public, en tant que 4e disque de la collection.
| 1.  | Workout Stevie, Workout                                     | Henry Cosby, Clarence Paul                             | 2:43 |
| 2.  | I Call It Pretty Music But The Old People Call It The Blues | Berry Gordy, Clarence Paul                             | 2:29 |
| 3.  | Contract On Love                                            | Janie Bradford (en), Lamont Dozier, Brian Holland (en) | 2:12 |
| 4.  | I'll Always Be In Love (en)                                 | Bud Green (en), Herman Ruby, Sam Stept (en)            | 2:40 |
| 5.  | Old Folks (en)                                              | Dedette Lee Hill, Willard Robison (en)                 | 2:58 |
| 6.  | Monkey Talk                                                 | Clarence Paul                                          | 2:41 |
| 7.  | Let Me Loose                                                | Clarence Paul                                          | 2:29 |
| 8.  | The Birth of the Blues (en)                                 | Lew Brown, Buddy DeSylva, Ray Henderson                | 3:39 |
| 9.  | Mack The Knife                                              | Marc Blitzstein, Bertolt Brecht, Kurt Weill            | 2:55 |
| 10. | Your Cheatin' Heart                                         | Hank Williams                                          | 2:12 |
| 11. | Undecided                                                   | Sid Robin, Charlie Shavers                             | 2:14 |
| 12. | Satin Doll                                                  | Duke Ellington, Johnny Mercer, Billy Strayhorn         | 2:37 |

### Crédits
- Stevie Wonder : voix, harmonica[12]
- The Funk Brothers : instrumentation[9]